# Escudo de Carrascal del Río
El escudo de Carrascal del Río es el símbolo más importante de Carrascal del Río, municipio de la provincia de Segovia, comunidad autónoma de Castilla y León, en España. 

## Descripción
El escudo de Carrascal del Río fue oficializado el 12 de abril de 2000, y su descripción heráldica es:

«En campo de oro cinco carrascas de sinople, puestas tres y dos, sobre ondas de plata y azur. Escudo timbrado con una corona real de oro.»
Boletín Oficial de Castilla y León nº 249/2000